# بدفورد، کبک (بخش)
بدفورد (به فرانسوی: Bedford) بخشی در منطقه شهری بروم-میسیسکوا ناحیه مونترژی در استان کبک کانادا است. در سرشماری سال ۲۰۱۱ این بخش ۸۰۹ نفر جمعیت داشته‌است و مساحت آن ۳۱٫۰۶ کیلومتر مربع است.